# Goodedulla-Nationalpark
Der Goodedulla-Nationalpark (englisch Goodedulla National Park) ist ein Nationalpark im Osten des australischen Bundesstaates Queensland. Der Nationalpark wurde aus zwei früheren Weidegebieten, Rockwood und Boomer, gebildet.

## Lage
Er liegt 573 Kilometer nordwestlich von Brisbane und 75 Kilometer westlich von Rockhampton im Nordteil der Boomer Range.
In der Nachbarschaft liegen die Nationalparks Taunton, Mount Etna Caves, Mount O’Connell und Junee.

## Landesnatur
Das Parkgelände besteht aus einer Mischung von Granit, saurem Vulkangestein und Sedimenten aus dem Perm. Es liegt im Einzugsgebiet des Melaleuca Creek, wo Bäche, die nur einen Teil des Jahres Wasser führen, durch das sanft hügelige Gelände mäandrieren.

## Flora und Fauna
Das Gebiet ist mit tropischem Regenwald und Palisanderwäldern bewachsen.
Eine reichhaltige Vogelwelt kann man beobachten. Daneben gibt es graue Riesenkängurus und Ameisenigel zu sehen.

## Einrichtungen und Zufahrt
Es gibt drei Zeltplätze im Nationalpark, Wadlow Yards, Kings Dam und The Palms, die aber keine besonderen Einrichtungen besitzen. Die Wege und unbefestigten Straßen können erwandert oder mit geländegängigen Fahrzeugen befahren werden.
Der Park ist nur von Süden her über eine unbefestigte Straße zu erreichen, die in Godango vom Capricorn Highway nach Norden abzweigt. Vorbei an der alten Rockwood Station führt der Weg zum Nationalpark. Bei heftigem Regen kann die Straße, die nur mit allradgetriebenen Fahrzeugen befahren werden sollte, unpassierbar sein.